# Беатріс Мейбл Кейв-Браун-Кейв
Беатріс Мейбл Кейв-Браун-Кейв, MBE AFRAeS (30 травня 1874 — 9 липня 1947) англійська математикиня, яка розпочала новаторську роботу в математиці аеронавтики.

## Народження та освіта
Беатріс Кейв-Браун-Кейв була дочкою сера Томаса Кейв-Браун-Кейва та Бланш Матильди Мері Енн (уроджена Мілтон). Вона була однією з шести братів і сестер. Сімейне прізвище (Кейв-Браун-Кейв) виникло внаслідок різних історичних обставин, але вона та її молодша сестра Френсіс, як правило, використовували єдине прізвище Кейв професійно. Кейв здобула освіту вдома в Стрітемі та вступила до коледжу Гіртон у Кембриджі разом із Френсіс у 1895 році. У 1898 році вона отримала диплом із математики, отримавши другу оцінку. Наступного року Кейв здала другу частину математичної екскурсії з відзнакою третього класу. 

## Кар'єра
Кейв провела одинадцять років, викладаючи математику дівчатам у середній школі в Клепхемі на південному заході Лондона та виконуючи розрахункову роботу вдома. 
У роки перед Першою світовою війною Кейв працювала під керівництвом професора Карла Пірсона в лабораторії Галтона в Університетському коледжі Лондона .  У 1903 році вона була серед шести дослідників, включаючи її сестру Френсіс, які брали участь у великому дослідженні розвитку дитини під керівництвом Пірсона. Вони працювали без оплати, поки Worshipful Company of Drapers не надала грант, який виплатив їм стипендію в 1904 році . Пірсон сподівався встановити докази успадкування атрибутів, зібравши фізичні та розумові дані від 4000 дітей та їхніх батьків, серед яких були деякі учні середньої школи Кейва. Вона допомагала у зборі й обробці даних, а також у відповідних обчисленнях.  Кейв публікувала публікації в Biometrika, а також проводила статистичні аналізи для Міністерства фінансів і Торгової ради . Кейв почала працювати повний робочий день обчислювачем у лабораторії Гальтона в 1913 році, коли вона була співавтором двох статей, опублікованих у Biometrika, в тому числі «Числові ілюстрації методу варіативної різниці». Кейв також створила кореляційні таблиці в 1917 році на основі серії експериментів з розведення мишей Рафаелем Велдоном, колегою Пірсона з Університетського коледжу. Її кореляційні таблиці включали таблиці, що показують кількість пігменту, пов'язують старий і новий процес визначення кількості пігментації, відсоток пігментації матері та сина, бабусь і дідусів і нащадків, а також кількість пігменту в батька та сина у мишей.
У 1916 році Кейв почала працювати на уряд над проектуванням літаків. Вона провела оригінальне дослідження для уряду з математики аеронавтики, яка залишалася засекреченою відповідно до Закону про державну таємницю протягом п'ятдесяти років. Вона вивчала вплив навантажень на різні зони літака під час польоту, і її дослідження допомогли покращити стабільність літака та ефективність гвинта. Деякі з її робіт зберігаються в архівах UCL, які включають листування з часів її роботи в лабораторії Галтона для роботи над траєкторіями бомб, кінцевими швидкостями, випробуваннями деревини та детонаторами для Департаменту авіації Адміралтейства та Міністерства боєприпасів. 
У 1919 році Кейв була обрана членом Королівського аеронавігаційного товариства, а в 1920 році їй присудили MBE .  Пізніше вона працювала асистентом у сера Леонарда Бейрстоу, професора авіації імені Захарова в Імперському коледжі, і працювала над рухом рідини. У 1922 році дослідження Кейв щодо коливань літака були опубліковані в технічному звіті Консультативного комітету з аеронавтики. Ім'я Кейв також було включено поряд з Бейрстоу в його опубліковані звіти з механіки рідини 1922 і 1923 років.

## Пізніше життя і смерть
Кейв пішла у відставку в 1937 році, продовжуючи жити в Стретемі. Вона померла 9 липня 1947 року у віці 73 років. 